# Biyeré
Biyeré  è un comune del Ciad situata nel dipartimento di Abdi, provincia del Sila.